# Jaekelopterus rhenaniae
Jaekelopterus rhenaniae (лат.) — вид ракоскорпионов, известный из нижнедевонских отложений (эмсский ярус, около 400 млн лет назад) в Рейнских Сланцевых горах на западе Германии. Самая крупная известная особь этого вида достигала рекордной для ракоскорпионов длины тела порядка 2,5 м (судя по длине хелицеры — 49 см). Сопоставимыми размерами обладали другие ископаемые членистоногие — ракоскорпионы того же семейства из рода Pterygotus и многоножки из рода Arthropleura.

## История изучения

Jaekelopterus rhenaniae (синий) в сравнении размеров с другими представителями семейства Pterygotidae и человеком.

Вид был впервые описан под названием Pterygotus rhenaniae из отложений близ города Оверат, видовой эпитет дан в связи с местом находки. Родовое название Jaekelopterus спустя пятьдесят лет ввёл Чарльз Уотерстон при выделении этого вида в новый род в честь первооткрывателя вида Отто Йекеля (нем. Otto Jaekel). В настоящее время к роду Jaekelopterus также относят ещё один вид ракоскорпионов — Jaekelopterus howelli из девонских отложений Вайоминга (США).